# Жрновница (река)
Жрновница (хорв. Žrnovnica) — река в хорватской жупании Сплитско-Далматинска. Берёт начало у подножья хребта Мосор, впадает в Адриатическое море. Длина 4,8 км.
Жрновница имеет быстрое течение с большим количеством небольших водопадов и порогов. Протекает через одноимённое село и впадает в Адриатическое море всего в нескольких километрах от Сплита в направлении Омиша.
В верхнем течении река протекает через каньон, труднодоступный для людей и потому с хорошо сохранившейся природой. В нижнем течении по берегам реки устроены пути для прогулок, а остальное побережье покрыто ивами и фикусами, а также немногочисленной водной растительностью.

## Рыба
В реке на всём протяжении обитают микижа и угорь. Кроме того в верхнем течении обитает подвид-эндемик Адриатической форели Salmothymus obtusirostris salonitana (Солинская адриатическая форель), являющаяся особенностью этой реки, так как она практически исчезла в других местах обитания (река Ядро).